# オマル・アッ＝ソーマ
オマル・アッ＝ソーマ（阿: عُمَر جِهَاد السُّومَة, 英: Omar Al Somah, 1989年3月23日 - ）は、シリアのサッカー選手。シリア代表。ポジションはFW。

## 来歴

### クラブ
地元デリゾールのアル・フトワでデビューし、2011年8月にクウェートの強豪アル・カーディシーヤへ移籍した。
AFCカップには2012年大会、2013年大会、2014年大会と出場し、チームは2013年大会で準優勝、自身はその全てで得点を記録している。2013-14シーズンの国内リーグ戦では得点王となる活躍で、チームの優勝に貢献した。
2014年5月、サウジ・プロフェッショナルリーグのアル・アハリへ移籍した。2014-2015シーズンから2016-2017シーズンまで、3シーズン連続でリーグ得点王となっている。

### 代表
AFC U-19選手権2008に出場。
2012年ロンドン五輪・最終予選では、アウェーでの対日本戦で一時同点とするゴールを決めた。
シリアが大会初優勝を果たした西アジアサッカー選手権2012では、決勝などでスタメン出場した。
2017年9月5日の2018 FIFAワールドカップ・アジア3次予選最終戦のイラン戦では後半アディショナルタイムに代表初得点となる同点ゴールを記録し、引き分けに持ち込んだ。このゴールによりシリアはグループA3位となり、プレーオフ形式の4次予選に進出した。
2023年12月、AFCアジアカップ2023のメンバーから外れた事で代表引退を発表していたが、翌年6月に行われた2026 FIFAワールドカップ・アジア2次予選の北朝鮮戦で復帰を果たした。

## タイトル

### クラブ
アル・カーディシーヤ
- クウェート・プレミアリーグ 2011-12, 2013-14
- クウェート・アミールカップ 2012, 2013
- クウェート・クラウンプリンスカップ 2013, 2014
- クウェート・スーパーカップ 2011, 2013

アル・アハリ・サウジ
- サウジ・プロフェッショナルリーグ 2015-16
- サウジ・クラウンプリンスカップ 2014-15
- サウジ国王杯 2016
- サウジ・スーパーカップ 2016

### 代表
- 西アジアサッカー選手権2012

### 個人
- クウェート・プレミアリーグ得点王：1回（2013-14）
- サウジ・プロフェッショナルリーグ得点王：3回（2014-15, 2015-16, 2016-17）